# Сосин, Владимир Петрович
Влади́мир Петро́вич Сосин (1925—1981) — лейтенант Советской Армии, участник Великой Отечественной войны, Герой Советского Союза (1945).

## Биография
Владимир Сосин родился 9 октября 1925 года в городе Кольчугино (ныне — Владимирская область). С раннего возраста проживал в Орехово-Зуево, окончил там восемь классов школы и работал токарем. В феврале 1943 года Сосин был призван на службу в Рабоче-крестьянскую Красную Армию. С августа того же года — на фронтах Великой Отечественной войны.
К январю 1945 года лейтенант Владимир Сосин командовал пулемётным взводом 1281-го стрелкового полка 60-й стрелковой дивизии 47-й армии 1-го Белорусского фронта. Отличился во время освобождения Польши. 16 января 1945 года взвод Сосина одним из первых переправился через Вислу в районе города Новы-Двур-Мазовецки и принял активное участие в боях за захват и удержание плацдарма на её западном берегу. В тех боях Сосин лично уничтожил 3 вражеские пулемётные точки и большое количество солдат и офицеров противника.
Указом Президиума Верховного Совета СССР от 27 февраля 1945 года за «отвагу и героизм, проявленные при форсировании Вислы и в боях на плацдарме» лейтенант Владимир Сосин был удостоен звания Героя Советского Союза с вручением ордена Ленина и медали «Золотая Звезда» за номером 8607.
В ходе последующих боёв получил тяжёлое ранение и после излечения в 1946 году был уволен в запас. Проживал и работал сначала в Орехово-Зуево, затем в Станиславе, Арзамасе-16. Умер 11 марта 1981 года, похоронен в Сарове.
Был также награждён орденами Отечественной войны 2-й степени и «Знак Почёта», рядом медалей.
В честь В. П. Сосина названа улица в Сарове.